# Parafia Najświętszej Maryi Panny Matki Kościoła w Rząśniku
Parafia pw. Najświętszej Maryi Panny Matki Kościoła w Rząśniku – rzymskokatolicka parafia należąca do dekanatu Wyszków, diecezji łomżyńskiej, metropolii białostockiej. Parafię prowadzą księża diecezjalni.

## Historia
Parafia została erygowana 23 października 1994 przez Biskupa łomżyńskiego Juliusza Paetza. Powstała z terytorium parafii św. Teresy od Dzieciątka Jezus w Porządziu. 
W latach 1994–2000 wyposażono kościół i uporządkowano cmentarz przykościelny.

## Miejsca święte

### Kościół parafialny
Kościół murowany zbudowany został w latach 1989-1994 staraniem ówczesnego proboszcza parafii Porządzie, ks. Kazimierza Bartosiewicza. 

### Cmentarze
Cmentarz parafialny jest położony w odległości 0,5 km. i zajmuje powierzchnię 4,75 ha.

## Inne budowle parafialne i obiekty małej architektury sakralnej

### Plebania
Z kościołem połączona jest plebania zbudowana w tym samym czasie co kościół.

## Obszar parafii
W granicach parafii znajdują się miejscowości:
- Rząśnik,
- Dąbrowa: 
  - Dąbrowa Stara Wieś,
  - Dąbrowa Zagródzie,
- Wincentowo (część).